# József Bozsik
József Bozsik (Budapest, 28 de noviembre de 1925-Budapest, 31 de mayo de 1978) fue un futbolista húngaro.

## Biografía
József Bozsik nació en Kispest, ahora un distrito de Budapest. Su abuela le dio el apodo de 'Cucu'. Creció jugando al fútbol en los equipos locales de Kispest.
Con 11 años, atrajo la atención del KAC y firmó un contrato con el equipo juvenil del club. En 1943, hizo su debut con el primer equipo contra Vasas SC.
Bozsik fue uno de los jugadores que acabaron quedándose en el club tras los meses que el equipo pasó en el exilio durante el bienio 1956-1957. El Honvéd se encontraba en España para jugar contra el Athletic de Bilbao en la Recopa de la UEFA cuando la Revolución húngara de 1956, un movimiento ampliamente popular que luchaba contra la excesiva influencia soviética, fue reprimida por el Pacto de Varsovia.
En aquella ocasión, los jugadores decidieron no volver y enfrentarse al Athletic en el partido de vuelta en Bruselas. Después, el equipo disputó partidos amistosos por todo el mundo, incluso viajó a Brasil, donde jugó contra el Flamengo y el Botafogo. Tras muchas negociaciones, la FIFA, presionada por la Federación Húngara, prohibió a los jugadores jugar partidos oficiales con otros equipos, Bozsik fue uno de los que aceptó regresar a Hungría.
Ganó cinco títulos de liga con el Honvéd. En total, jugó 447 partidos como profesional para el KAC (y su sucesor legal BHSE) y marcó 33 goles. Bozsik se retiró del equipo en 1962.

## Con la selección nacional húngara
Hizo su debut con el equipo nacional de Hungría con 22 años contra Bulgaria el 17 de agosto de 1947 y consiguió 101 partidos como internacional y 11 goles entre entonces y su último partido como internacional el 18 de abril de 1962 contra Uruguay. 
Bozsik ganó el título Olímpico con su país en 1952 en Helsinki y participó en la famosa victoria 6-3 de Hungría sobre Inglaterra en Wembley y la victoria 7-1 sobre Inglaterra en Budapest.
Bozsik quedó segundo con el equipo nacional húngaro en el Mundial de Fútbol de 1954. Bozsik jugó los cinco partidos de la campaña húngara. En ausencia de Ferenc Puskás, Bozsik capitaneó al equipo en los partidos contra Brasil y Uruguay. 
Cuatro años más tarde, Bozsik disputaba el Mundial de Fútbol de 1958 como uno de los titulares que quedaban de 1954, junto a Gyula Grosics, László Budai y Nándor Hidegkuti. Bozsik marcó su primer (y único) gol en la Copa Mundial en su debut contra Gales.

## Estilo de juego
En su apogeo, Bozsik fue considerado uno de los mejores centrocampista del mundo. Fue conocido por su perfecta técnica, estilo y creatividad, aunque sufría de una falta de velocidad.
Según Niccolo Mello: "Imponía el ritmo, recuperaba balones, se introducía en el área de gol. Un centrocampista extraordinariamente completo".  Para Juan Alberto Schiaffino: "La clave es el central Bozsik. No sé qué será de este equipo el día que Bozsik encuentre a alguien que lo anule". Matt Busby: "En mi opinión, la estrella del equipo era el medio centro Bozsik, a pesar de los elogios que recibían Ferenc Puskás y Sándor Kocsis. Bozsik iniciaba invariablemente cada jugada de ataque con precisión matemática".
Según Willy Meisl, Bozsik era "el Ernst Ocwirk de Hungría" y nos recordaba que "el pase preciso es la base del fútbol".

## Retiro
En 1953, Bozsik fue "elegido" diputado por el Partido Comunista Húngaro, que lo había incluido en la lista por la popularidad de la selección nacional de fútbol. Fue destituido en 1957.
Tras retirarse, se convirtió en miembro de la junta directiva del Budapest Honvéd FC. También entrenó al equipo durante 47 partidos entre enero de 1966 y septiembre de 1967, tras lo cual volvió a su puesto en la junta directiva. En 1974, fue elegido seleccionador de equipo nacional de Hungría, pero una enfermedad le obligó a dimitir poco después.
József Bozsik murió en Budapest el 31 de mayo de 1978 a la edad de 52 años debido a una Insuficiencia cardíaca.

## Clubes

### Como jugador
| Club                       | País    | Año       |
| -------------------------- | ------- | --------- |
| Kispesti / Budapest Honvéd | Hungría | 1945-1962 |

### Como entrenador
| Club                  | País    | Año       |
| --------------------- | ------- | --------- |
| Budapest Honvéd F. C. | Hungría | 1966-1967 |
| Selección de Hungría  | Hungría | 1974      |

## Palmarés

### Campeonatos nacionales
| Título       | Club            | País    | Año  |
| ------------ | --------------- | ------- | ---- |
| Liga Húngara | Budapest Honvéd | Hungría | 1950 |
| Liga Húngara | Budapest Honvéd | Hungría | 1951 |
| Liga Húngara | Budapest Honvéd | Hungría | 1952 |
| Liga Húngara | Budapest Honvéd | Hungría | 1954 |
| Liga Húngara | Budapest Honvéd | Hungría | 1955 |

### Copas internacionales
| Título                      | Club (*)             | País    | Año  |
| --------------------------- | -------------------- | ------- | ---- |
| Oro en los Juegos Olímpicos | Selección de Hungría | Hungría | 1952 |
| Copa Mitropa                | Budapest Honvéd      | Hungría | 1959 |